# 허진규
허진규(許鎭奎, 1940년 12월 10일 ~ )는 대한민국의 기업인으로, 일진그룹의 창업자이자 현 회장이다.
본관은 태인이며 전라북도 부안 출생이다.

## 학력
- 1959 전주고등학교 졸업
- 1963 서울대학교 금속공학 학사
- 1963 육군공병학교 졸업
- 1964 육군보병학교 졸업

### 명예 박사 학위
- 2000 전북대학교 경영학 명예박사

## 경력
- 2001~ 전국경제인연합회 이사
- 2008.6~ 제15대 한국발명진흥회 회장
- 2005.8 한국 코스타리카 친선협회 회장
- 1984~ 일진그룹 회장
- 1967 일진금속공업사 설립
- 1963~1966 대한민국 ROTC 1기

## 가족관계
- 아내 김향식(金香植) : 김황식 제41대 국무총리의 둘째누나
- 2남2녀
- 장남 허정석(許正錫, 1969.10.8~) : 일진홀딩스 대표이사 일진그룹 사장
- 차남 허재명(許栽銘, 1972~) : 일진소재 대표이사 일진그룹 사장
  - 둘째며느리 박은혜(朴恩惠) : 금호그룹 박정구 前 회장의 삼녀